# پیرلوئیجی کولینا
پیرلوئیجی کولینا (به ایتالیایی: Pierluigi Collina) از داوران پیشین فوتبال اهل ایتالیا است. به‌طور گسترده، از کولینا به‌عنوان بهترین داور تاریخ فوتبال یاد می‌شود. او به‌طور متوالی شش بار عنوان «بهترین داور سال» فیفا را از آن خود کرد.
کولینا هنوز هم در فوتبال ایفای نقش می‌کند و به‌عنوان مشاور بدون دستمزد در خدمت انجمن داوران فوتبال ایتالیا (AIA) و کمیته داوری یوفا است. کولینا از ۵ ژوئیه سال ۲۰۱۰ به‌عنوان رئیس کمیته داوران برای فدراسیون فوتبال اوکراین و اکنون به‌عنوان رئیس کمیته داوران فیفا مشغول به کار است.

## زندگی حرفه‌ای

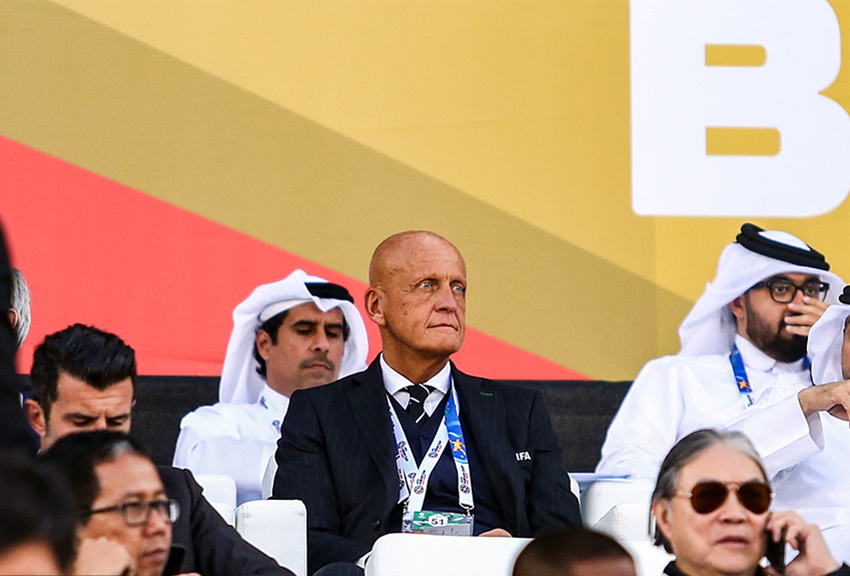
کولینا در فینال جام ملت‌های آسیا ۲۰۱۹

کولینا در بولونیا به دنیا آمد و در سال ۱۹۸۴ از دانشگاه بولونیا با مدرک اقتصاد فارغ‌التحصیل شد. در دوران نوجوانی در یک تیم محلی در پست دفاع وسط بازی می‌کرد اما در سال ۱۹۷۷، متقاعد به ثبت نام در دوره‌های داوری شد، جایی که دریافت استعداد خاصی برای اینکار دارد.
ظرف مدت ۳ سال در حالی‌که مشغول به گذراندن دوران خدمت سربازی بود، در بالاترین سطح مسابقات منطقه‌ای داوری کرد. وی در سال ۱۹۸۸، با سرعتی بیش از حد طبیعی، به بخش سوم ملی، سری C1 و سری C2 و بعد از سه فصل به مسابقات لیگ سری آ و سری بی ترقی کرد.
در این زمان بود که وی به ریزش موی شدید مبتلا شد که باعث از دست دادن دائمی موهای سرش شد و به او ظاهری متمایز به کله طاس بخشید که از این پس وی را با لقب «کوجاک» خطاب می‌کردند.
در سال ۱۹۹۵، پس از داوری در ۴۳ مسابقه لیگ سری آ، او در لیست داوران فیفا قرار گرفت. او داوری در ۵ مسابقه از بازی‌های المپیک ۱۹۹۶ شامل فینال بین نیجریه و آرژانتین را بخود اختصاص داد. او فینال لیگ قهرمانان اروپا ۱۹۹۹ بین تیم‌های بایرن مونیخ و منچستر یونایتد را سوت زد. او از این بازی به‌عنوان خاطره انگیزترین مسابقه‌اش بخاطر تشویق‌های پایانی بازی یاد کرده که خود آن را «غرش شیر» نامیده است. در این بازی ۳ دقیقه وقت اضافه در نظر گرفت که باعث شد، بایرن مونیخی که در طول ۹۰ دقیقه با گل ماریو باسلر پیروز میدان بود، در دو دقیقه پایانی ببازد و جام را در استادیوم نیوکمپ به منچستر یونایتد واگذار کند.
در سال ۲۰۰۲، به اوج زندگی حرفه‌ای خود هنگامی که برای بازی فینال جام جهانی بین تیم ملی آلمان و تیم ملی برزیل برگزیده شد، دست یافت. پیش از مسابقه، الیور کان به آیریش تایمز گفته بود: "کولینا داوری در سطح جهانی است و شکی در آن نیست، اما برای ما خوش یمن نیست. اینطور نیست؟" کان به دو بازی حساس قبل اشاره کرده بود که کولینا داور بود و کان در آن بازی‌ها حضور داشت: فینال لیگ قهرمانان اروپا ۱۹۹۹، که منجر به باخت ۲ بر ۱ بایرن مونیخ شد و باخت ۵ بر ۱ تیم ملی فوتبال آلمان برابر تیم ملی فوتبال انگلستان در سال ۲۰۰۲. شانس در فینال به کان رو نکرد که باعث باخت ۲ بر ۰ آن‌ها شد.
در سال ۲۰۰۳، زندگینامه خود را با عنوان قوانین من در بازی (به ایتالیایی: Le Mie Regole del Gioco) منتشر کرد.
کولینا در فروردین ۱۳۹۸ برای تماشای بازی شهرآورد هشتاد و نهم بین باشگاه فوتبال استقلال تهران و باشگاه فوتبال پرسپولیس و بازدید از امکانات داوری به تهران سفر کرد.

## افتخارات
- بهترین داور سال:[۳] (۶ عنوان): ۱۹۹۸، ۱۹۹۹، ۲۰۰۰، ۲۰۰۱، ۲۰۰۲، ۲۰۰۳
- داور سال سری آ (۷): ۱۹۹۷، ۱۹۹۸، ۲۰۰۰، ۲۰۰۲، ۲۰۰۳، ۲۰۰۴، ۲۰۰۵

| پیشین: سعید بلقولا | داوران بازی فینال جام جهانی فوتبال ۲۰۰۲ پیرلوئیجی کولینا | پسین: هوراسیو الیزوندو |